# Literatura de Angola
A literatura de Angola nasceu antes da Independência de Angola em 1975, mas o projeto de uma ficção que conferisse ao homem africano o estatuto de soberania surge por volta de 1950 gerando o movimento Novos Intelectuais de Angola. A literatura de Angola muitas vezes versa temas como o preconceito, da dor causada pelos castigos corporais, do sofrimento pela morte dos entes queridos, da exclusão social.
A palavra literária desempenhou em Angola um importante papel na superação do estatuto de colônia. Presente nas campanhas libertadoras foi responsável por ecoar o grito de liberdade de uma nação por muito tempo silenciado, mas nunca esquecido. O angolano vive, por algum tempo, entre duas realidades, a sociedade colonial européia e a sociedade africana; os seus escritos são, por isso, os resultados dessa tensão existente entre os dois mundos, um com escritos na nascente da realidade dialética, o outro com traços de ruptura.

## História
No período de intensificação do colonialismo português, século XIX, a literatura era usada como um instrumento de expressão da dominação cultural colonial. Essa literatura adepta da relação colonial tinha em comum a:
perspectiva de exotismo, evasionismo, preconceito racial e reiteração colonial e colonialista, em que a visão de mundo, o foco narrativo e as personagens principais eram de brancos, colonos ou viajantes, e quando se integravam os negros, eram estes avaliados superficialmente, de modo exógeno, folclórico e etnocêntrico, sem profundidade cultural, psicológica, sentimental e intelectual.
Reprodutora do ideal imperial português, essa literatura carregava em si o projeto de assimilação e aculturação dos nativos, em subordinação à metropole. Destacavam-se nela escritores como José da Silva Maia Ferreira e António de Assis Júnior. Esse último, porém, já possuia uma relação mais ambivalente com a Angola, apesar de pertencer a literatura colonial, dado que expressou nas suas obras, entre elas destaca-se O Segredo da Morta – romance de costumes angolenses, a dualidade cultural angolana em seu jogo de conflitos e apropriações locais, e por isso ele será também considerado o fundador do romance angolano.
Foi em contraposição à essa literatura colonial, e inspirados por seus dissidentes, que um movimento literário que se reivindicava propriamente angolano se formou, por volta de 1940. A publicação do Boletim Mensagem (1948-1964), pela Casa dos Estudantes do Império, propiciou, para o desagrado do regime salazarista, um espaço de desenvolvimento cultural e artistico da juventude africana lusófona que habitava passageiramente a metrópole. Esse periódico contribuiu significativamente na gestão do pensamento anticolonial e da identidade do nacionalismo literário angolano. Também importante foi a Revista Mensagem – a voz dos naturais de Angola, que comunicou as ideias dos novos intelectuais nacionalistas angolanos. O lema ''Vamos Descobrir Angola'' expressou o agrupamento de intelectuais em torno da Revista Mensagem, que passaram à se denominar Novos Intelectuais
de Angola, e buscaram recuperar e dar expressão à estética e costumes considerados angolanos. Assim, afirmou ser
necessário revelar valores ignorados, impondo-os; corrigir hábitos mentais defeituosos; definir posições e conceituar a verdadeira Cultura Angolana, livre de todos os agentes decadentes e dirigir a opinião pública para uma corrente sã e estruturalmente valorosa, que quer, pode e há-de impor-se.
Essa 'verdadeira Cultura Angolana' se tratava, em um território tão diverso em povos, numa seleção por parte desses intelectuais, com base nos seus entendimentos e imaginações da nação angolana. No entanto, seu compromisso de combater a moralidade implicita no cânone literário colonial era claro.
Os nativos são educados como se tivessem nascido e residissem na Europa. Antes de atingirem a idade em que são capazes de pensar sem esteio, não conhecem Angola. Olham a sua terra de fora para dentro e não ao invés, como seria óbvio. Estudam na escola, minuciosamente a História e a geografia de Portugal, enquanto que as da Colónia apenas folheiam em sinopses ou estudam muito levemente. Ingenuamente, suspiram pelas regiões temperadas do norte, por onde lhes arda o coração. Não compreendem esta gente que aqui havia, os seus costumes e idiossincrasia. Não têm tradições. Não têm orgulho de sua terra porque nela nada encontram de que se orgulhar; porque não a conhecem. Não têm literatura, têm a alheia. Não têm arte sua. Não têm espírito.

Não adoptam uma cultura; adaptam-se a uma cultura.
Os indivíduos assim formados têm a cabeça sobre vértebras estranhas, de modo que as ideias, as expirações do espírito são estranhas à terra. Daí o olhar-se esta, a sua gente e hábitos, o mundo que os rodeia, como estranhos a si – de fora.
Apesar de usar o português como base de sua expressão, o movimento também buscou valorizar o quimbundo e as alterações da lingua na oralidade das ruas. O lema de Vamos Descobrir Angola motivou a imersão em culturas locais, e registros e elaborações sobre os folclore e tradições desses povos.

## Academia Angolana de Letras
Em 2016 foi criada a Academia Angolana de Letras e seu estatuto editado no Diário da República, edição n.º57,  de 28 de Março de 2016.É uma associação privada sem fins lucrativos, de carácter cultural e científico e seus criadores tem os nomes de escritores angolanos como: Henrique Lopes Guerra, António Botelho de Vasconcelos e Boaventura da Silva Cardoso.

## Escritores

### Escritores portugueses de Angola Colonial
- José da Silva Maia Ferreira (1827-1867)
- Joaquim Cordeiro da Matta (1857-1894)
- António de Assis Júnior (1887-1960)
- Tomaz Vieira da Cruz (1900-1960)

### Escritores de Angola independente
- José Luandino Vieira (1935—), premiado em 2006 com o Prémio Camões
- Adriano Botelho de Vasconcelos (1955)
- Agostinho Neto (1922—1979)
- Ana Paula Ribeiro Tavares (1955)
- António Jacinto (1924—1991)
- Arlindo Barbeitos (1940)
- Henrique Abranches (1932—2002)
- Geraldo Bessa-Victor (1917-1985)
- Isabel Ferreira (1958)
- João Melo (1955)
- José Eduardo Agualusa (1960)
- Kardo Bestilo (1976)
- Luís Filipe Guimarães da Mota Veiga (1948—1998)
- Ondjaki (1977)
- Paulo de Carvalho (1960)
- Pepetela ou Artur Carlos Maurício Pestana dos Santos (1941)
- Uanhenga Xitu (1924)
- Víctor Kajibanga (1964)
- Viriato Clemente da Cruz (1928—1973)